# Alexander Nikolajewitsch Worobjow
Alexander Nikolajewitsch Worobjow (russisch Александр Николаевич Воробьёв; * 27. Oktober 1969) ist ein ehemaliger russischer Skilangläufer.

## Werdegang
Worobjow lief im Januar 1993 in Kawgolowo sein erstes von insgesamt 27 Weltcupeinzelrennen, das er auf dem 30. Platz über 30 km klassisch beendete. Bei den Weltmeisterschaften 1993 in Falun kam er über 10 km klassisch und über 50 km Freistil jeweils auf den 20. Platz und  im Verfolgungsrennen auf den 15. Platz. Dieser 15. Platz war sein bestes Einzelergebnis im Weltcup. Im März 1993 wurde er beim Weltcup in Lahti Zweiter mit der Staffel. In der Saison 1993/94 errang er vier Platzierungen in den Punkterängen und erreichte mit dem 50. Platz im Gesamtweltcup sein bestes Gesamtweltcup. Beim Saisonhöhepunkt, den Olympischen Winterspielen 1994 in Lillehammer, belegte er den 17. Platz über 50 km klassisch. In der Saison 1995/96 erreichte er vier Platzierungen in den Punkterängen und belegte damit den 50. Platz im Gesamtweltcup. Sein letztes Weltcuprennen absolvierte er im März 1996 in Oslo, das er auf dem 19. Platz über 50 km klassisch beendete.

## Platzierungen im Weltcup

### Weltcup-Statistik
Die Tabelle zeigt die erreichten Platzierungen im Einzelnen.
- 1.–3. Platz: Anzahl der Podiumsplatzierungen
- Top 10: Anzahl der Platzierungen unter den ersten zehn
- Punkteränge: Anzahl der Platzierungen innerhalb der Punkteränge
- Starts: Anzahl gelaufener Rennen in der jeweiligen Disziplin
- Hinweis: Bei den Distanzrennen erfolgt die Einordnung gemäß FIS.

| Platzierung         | Distanzrennen a | Distanzrennen a | Distanzrennen a | Distanzrennen a | Distanzrennen a | Skiathlon Verfolgung | Sprint | Etappen- rennen b | Gesamt | Team c | Team c  |
| Platzierung         | ≤ 5 km          | ≤ 10 km         | ≤ 15 km         | ≤ 30 km         | > 30 km         | Skiathlon Verfolgung | Sprint | Etappen- rennen b | Gesamt | Sprint | Staffel |
| ------------------- | --------------- | --------------- | --------------- | --------------- | --------------- | -------------------- | ------ | ----------------- | ------ | ------ | ------- |
| 1. Platz            |                 |                 |                 |                 |                 |                      |        |                   |        |        |         |
| 2. Platz            |                 |                 |                 |                 |                 |                      |        |                   |        |        | 1       |
| 3. Platz            |                 |                 |                 |                 |                 |                      |        |                   |        |        |         |
| Top 10              |                 |                 |                 |                 |                 |                      |        |                   |        |        | 2       |
| Punkteränge         |                 | 3               | 2               | 2               | 3               | 2                    |        |                   | 12     |        | 2       |
| Starts              |                 | 5               | 8               | 6               | 4               | 4                    |        |                   | 27     |        | 2       |
| Stand: Karriereende |                 |                 |                 |                 |                 |                      |        |                   |        |        |         |

### Weltcup-Gesamtplatzierungen
| Saison  | Platz | Punkte |
| ------- | ----- | ------ |
| 1992/93 | 54.   | 28     |
| 1993/94 | 50.   | 33     |
| 1995/96 | 50.   | 27     |